# 博兴站
博兴站，位于中华人民共和国山东省滨州市博兴县，是淄东铁路和博小铁路上的火车站，建于1960年，由中国铁路济南局集团管辖。

## 車站周邊
- 博兴黄河河务局
- 博兴县粮食局
- 中国移动博城六路营业厅
- 博兴县盐务局
- 博兴农村商业银行城区支行
- 博兴县城乡建设局
- 博兴县实验小学
- 博兴一中
- 中国农业银行博兴县支行
- 博兴农村商业银行城中分理处
- 博兴县教育局
- 博兴县文化馆
- 董永公园
- 中国银行胜利二路支行
- 博兴宾馆
- 博兴县水利局
- 中国农业银行博兴城关分理处
- 汉庭酒店博兴银座店
- 中国电信博兴电信中心营业厅
- 中国移动五路营业厅
- 中国工商银行博兴支行营业所
- 中国邮政储蓄银行锦秋营业所

## 歷史
- 建于1960年。

## 外部連結
- 中国铁路客户服务中心（页面存档备份，存于）